# Åke Jansler
Erik Åke Jansler, född 25 februari 1910 i Östersund, död där 9 juni 2002, var en svensk jurist. Han var bror till Sven-Bertil Jansler.

## Biografi
Jansler var son till bankdirektören i Jämtlands Folkbank, Leon Ericsson, och Oliva Åkesson. Han blev efter studentexamen vid Östersunds högre allmänna läroverk och studier vid Uppsala universitet juris kandidat 1933. Jansler gjorde tingstjänstgöring 1933–1936, var fiskal i Hovrätten för Övre Norrland 1937, blev stadsfogde i Östersunds stad 1938, assessor 1942, rådman 1948, var borgmästare i Östersund 1952–1970 och lagman i Östersunds tingsrätt 1971–1977. 
Jansler innehade uppdrag i Jämtlands län som ordförande i länsnykterhetsnämnden 1939–1942 och 1959–1981, utskrivningsnämnden 1953–1979, övervakningsnämnden 1965–1979, flygtrafikkommittén 1957–1984, beslutsnämnden 1968–1980, diverse anstaltsnämnder 1947–1964 och vice ordförande i länsarbetsnämnden 1956–1978. Han var styrelseledamot i Föreningen Sveriges stadsdomare 1953–1965. Jansler är begraven på Norra begravningsplatsen i Östersund.

## Utmärkelser
- Kommendör av Nordstjärneorden, 6 juni 1970.[3]